# Hadronyche eyrei
Hadronyche eyrei là một loài nhện trong họ Hexathelidae. Loài này phân bố ở Nam Úc.